# Oj, u lusi tscherwona kalyna
Oj, u lusi tscherwona kalyna (ukrainisch Ой, у лузі червона калина – deutsch Oh, roter Schneeball auf der Wiese) ist ein ukrainisches Volkslied und patriotischer Marsch, geschrieben von Stepan Tscharnezkyj im Jahr 1914. Der Marsch ehrt und erinnert an die Ukrainische Legion beziehungsweise die Sitscher Schützen. Besondere Aufmerksamkeit erhielt das Lied ab März 2022 während des russischen Überfalls auf die Ukraine.

## Entstehung und Urheberschaft

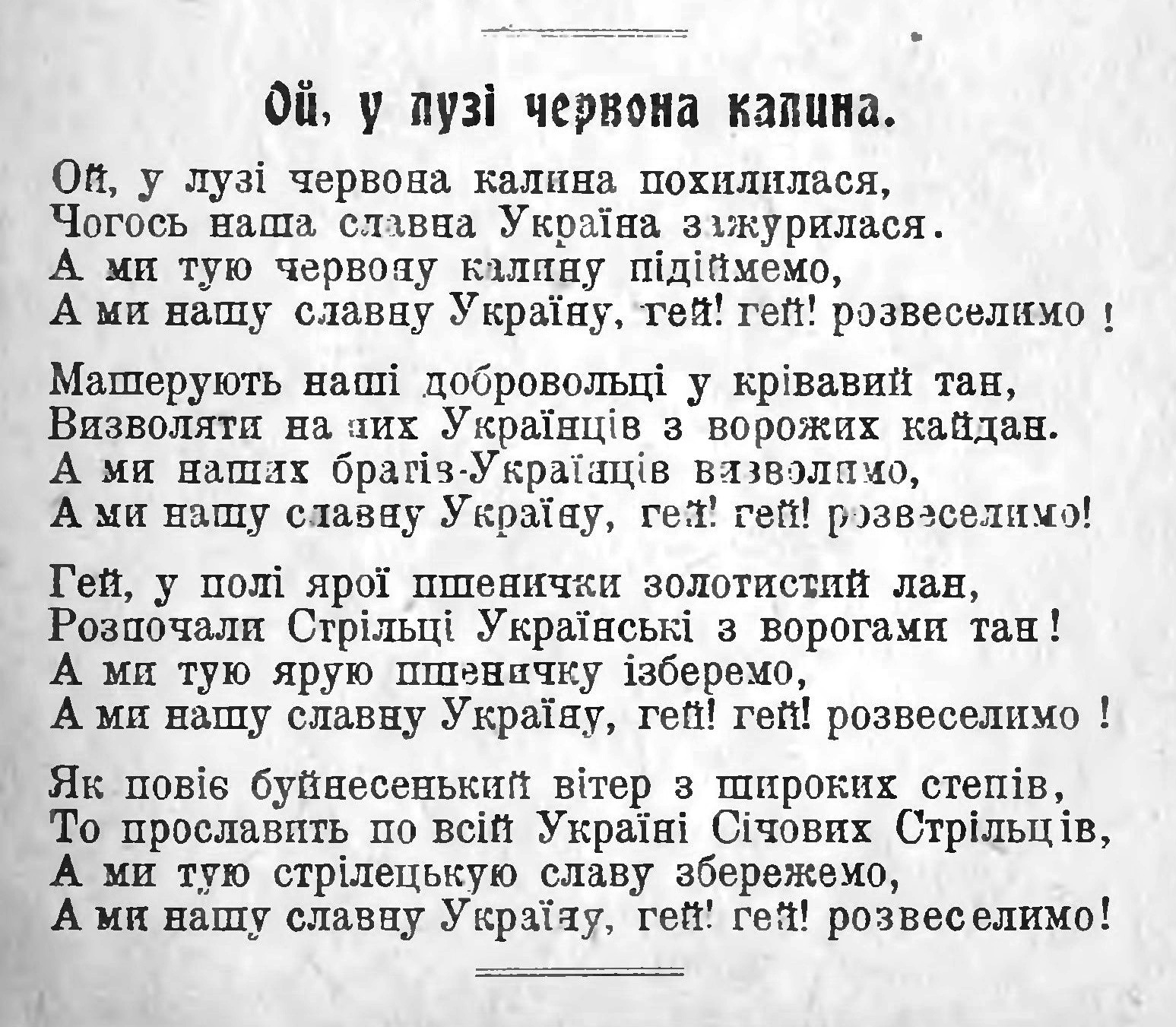
Liedtext in Tscharnezkyjs Version.

Im Allgemeinen wird die Urheberschaft Stepan Tscharnezkyj (1881–1944) zugeschrieben, dessen Version des Liedes erstmals im Jahr 1914 aufgeführt wurde. Er hat darin allerdings ältere Lieder und Textstücke verarbeitet.
Der Literaturkritiker Fedir Pohrebennyk stellte 1990 fest, dass das ältere Kosakenlied Розлилися круті бережечки (deutsch etwa: Übergelaufene Steilufer) aus dem 17. Jahrhundert mit fast derselben Strophe endete wie Tscharnezkyjs Version. Daraus schloss er, dass Tscharnezkyj dies als Grundlage benutzt hatte und nur Anpassungen am Text und der Melodie vorgenommen hatte. Tscharnezkyj selbst hatte nicht die Urheberschaft am aus Volksliedern übernommenen und angepassten Text beansprucht, jedoch die an der neuen Melodie. In einem Interview für die Zeitschrift Діло (Dilo) im Jahr 1916 gab er an, sein Lied beruhe auf Сонця Руїни (deutsch etwa: Sonne der Ruinen) von Wassyl Patschowskyj.
Von diesem älteren Volkslied änderte Tscharnezkyj insbesondere das Ende zu einem optimistischeren Finale ab und passte einige Wörter an. Tscharnezkyj arbeitete zu der Zeit in einem Theater in Lwiw. Für das Ende des zweiten Akts in Сонця Руїни (Sonne der Ruinen) wollte er ein neues Lied einfügen, was besser in sein Theaterstück passte als die ursprüngliche Version, ließ die letzte Strophe dabei jedoch unverändert. Er passte außerdem die Melodie an, die anschließend von Michail Kossak für die gewünschte Instrumentalisierung gesetzt wurde. Durch die Aufführungen des Theaterstücks in Lwiw und Galizien mit dem überarbeiteten Lied von Tscharnezkyj erlangte es größere Bekanntheit. Nachdem der Komponist Mychajlo Hajworonskyj die Vermutung geäußert hatte, das Lied stamme ursprünglich in Form von Сонця Руїни von Patschowskyj und verdanke seine Popularität dem Theaterdirektor Jossyp Stadnyk, antwortete Tscharnezkyj 1916 in einem Brief darauf: Er legte dar, dass damals das Lied noch nicht gesungen wurde, sondern erst, nachdem er selbst seine Änderungen vorgenommen hatte.
Im Juni 1914 wurde das Lied vom Theaterteam in Tschortkiw zusammen mit in dieser Zeit dort befindlichen Sitscher Schützen gesungen. Im September desselben Jahres wurde es im Dorf Horonda aufgeführt, wo sich die Ukrainische Legion zu diesem Zeitpunkt aufhielt. Nach Mychajlo Hajworonskyj wurde das Lied außerdem von Divisionen der Legion in Tschortkiw auf dem Weg zu ihren Übungen gesungen. Von dort aus verbreitete es sich weiter über Stryj nach Ungarn.
Weitere Strophen in Ergänzung der ersten Version Tscharnezkyjs stammen von Andrij Truch. Die letzte Strophe des Liedes wurde erst in den späten 1980ern von Leopold Jaschtschenko und Nadija Switlytschna ergänzt.

## Inhalt

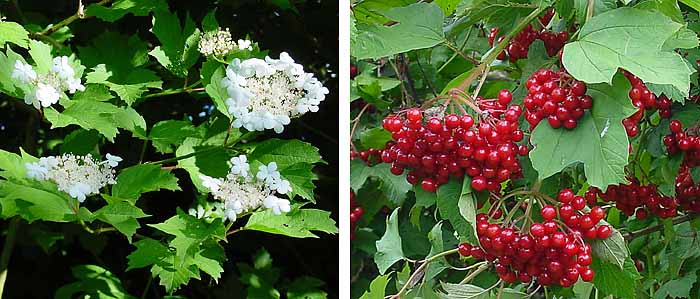
Blüte und Frucht des besungenen Schneeballs.

Bei dem im Lied besungenen „Schneeball“ handelt es sich um die Pflanze Gewöhnlicher Schneeball (Viburnum opulus), deren namensgebende Blüten weiß sind und schneeballartig aussehen, deren Früchte jedoch leuchtend rot sind. Die roten Beeren sind ein Nationalsymbol der Ukraine und symbolisieren die Verbindung mit dem Heimatland, Harmonie, Kontinuität des Lebens und weiteres.
Es existieren verschiedene Versionen des Liedes mit leicht unterschiedlichen Strophen. Allen Versionen gemein ist die erste und namensgebende Strophe von Tscharnezkyj. Diese handelt davon, dass der rote Schneeball sich nach unten biegt, da die ruhmvolle Ukraine über etwas traurig und besorgt ist; der Schneeball und die Ukraine sollen dann wieder aufgerichtet werden. Die folgenden Strophen besingen auf verschiedene Art die Befreiung der Ukraine. Insbesondere handeln die Strophen von den Sitscher Schützen und deren Leistungen. Alle Strophen enden damit, dass der Schneeball wieder aufgerichtet und die Ukraine wieder aufgemuntert werden.

## Text
| Ukrainisch |  | Deutsch |
| --- |  | --- |
| Ой, у лузі червона калина похилилася, Чогось наша славна Україна зажурилася. А ми тую червону калину підіймемо, А ми нашу славну Україну, гей, гей, розвеселимо! Виступають наші добровольці у кривавий тан, Визволяти рідну Україну з московських кайдан. А ми тії московські кайдани розірвемо, А ми нашу славну Україну, гей, гей, розвеселимо! Гей, у полі ярої пшенички золотистий лан, Розпочали стрільці українські з ворогами тан. А ми тую ярую пшеничку ізберемо, А ми нашу славну Україну, гей, гей, розвеселимо! Як повіє буйнесенький вітер з широких степів, Та й прославить по всій Україні Січових Стрільців. А ми тую стрілецькую славу збережемо, А ми нашу славну Україну, гей, гей, розвеселимо! |  | Oh, in der Wiese hat sich die rote Kalyna geneigt, Unsere ruhmreiche Ukraine ist in Trauer. Und wir werden die rote Kalyna wieder aufrichten, Und wir werden unsere ruhmreiche Ukraine, hey, hey, aufmuntern! Unsere Freiwilligen gehen in die blutige Schlacht, Befreien unsere heimische Ukraine aus den Moskauer Fesseln. Und wir werden die Moskauer Fesseln zerreißen, Und wir werden unsere ruhmreiche Ukraine, hey, hey, aufmuntern! Hey, da ist ein goldenes Feld aus Weizen, Die Ukrainischen Schützen fangen den Tanz mit dem Feind an. Und wir werden den Weizen ernten, Und wir werden unsere ruhmreiche Ukraine, hey, hey, aufmuntern! Wie der Wind aus den weiten Steppen weht, Und es wird die Sitscher Schützen glorifizieren. Und wir werden diesen Ruhm bewahren, Und wir werden unsere ruhmreiche Ukraine, hey, hey, aufmuntern! |

## Bedeutung seit dem russischen Überfall auf die Ukraine 2022
Besondere Aufmerksamkeit erhielt das Lied ab März 2022 während des russischen Überfalls auf die Ukraine.
Der Sänger der ukrainischen Band BoomBox, Andrij Chlywnjuk, der die Bandtour in den USA abgebrochen hatte, um sich den ukrainischen Streitkräften anzuschließen, veröffentlichte am 27. Februar 2022 auf Instagram ein Video, wie er in Kiew in Armeekleidung dieses Lied a cappella singt. Kurz darauf wurde diese Version von dem südafrikanischen Musiker The Kiffness remixt, was für weitere Aufmerksamkeit sorgte. Oleksandra Nasarowa und Maksym Nikitin, die die Ukraine bei den Olympischen Winterspielen 2022 im Eistanz vertraten, nutzten diesen Remix bei ihrem Auftritt bei den Eiskunstlauf-Weltmeisterschaften 2022. Am 8. April veröffentlichte die englische Rockband Pink Floyd eine Single mit dem Titel Hey, Hey, Rise Up!, in der sie ebenfalls die Aufnahme von Chlywnjuk für den Gesang verwendeten. Eine Version des Liedes von der ukrainischen Sängerin und Bloggerin Eileen (Olena Androsowa) erreichte auf YouTube innerhalb eines Monats nach Veröffentlichung mehr als 2,4 Millionen Aufrufe. Im Mai 2022 sangen tausende estnische Chorsänger unter der Leitung von Hirvo Surva ein Arrangement des Liedes auf der Sängerfest-(Lauluväljak)-Bühne in Tallinn-Pirita. Am 1. Juni 2022 tauchte ein Video eines Unbekannten auf, der in Moskau die Melodie auf einem Akkordeon in Sichtweite des Grabmals für den unbekannten Soldaten spielte. Ob es sich um eine aktuelle Aufnahme handelte, war nicht feststellbar. Bei einer Hochzeit am 10. September 2022 auf der russisch besetzten Krim wurde das Lied gespielt; der Wirt, dessen Frau, die Mütter von Braut und Bräutigam, der DJ und eine Tänzerin wurden verhaftet und verurteilt. Das Gericht betrachtete das Lied als „diskreditierend“ für die russische Armee.